# Janusz Dzierżawski
Janusz Dzierżawski (ur. 1915, zm. 4 marca 2008) – polski inżynier rolnictwa, pedagog, wieloletni dyrektor placówek oświaty rolniczej w Cieszynie i Pszczelinie, popularyzator turystyki edukacyjnej, społecznik, przewodniczący Krajowej Rady Turystyki.
W 1950 r., z upoważnienia Ministra Rolnictwa, przyjechał do Cieszyna gdzie rozpoczął organizację Zespołu Państwowych Szkół Rolniczych w skład którego weszły Technikum Mechanizacji Rolnictwa, Technikum Ochrony Roślin i Technikum Rachunkowości Rolnej. Od momentu powstania do 1960 r., piastował stanowisko dyrektora placówki, przyczyniając się między innymi do powstania w 1952 r., Wydziału Kształcenia Korespondencyjnego dla Pracujących (od 1972 r., Wydział Kształcenia Zaocznego). Od 1960 r., piastował stanowisko dyrektora Ośrodka Doskonalenia Kadr Pedagogicznych Szkolnictwa Rolniczego w Brwinowie-Pszczelinie koło Warszawy. W tym okresie zaangażował się w organizację i działalność Towarzystwa Uniwersytetów Ludowych, organizator ruchu turystyki krajowej dla młodzieży. Był organizatorem Centralnej Rady Ognisk Metodycznych.
Miał sześcioro dzieci, jego synami są inżynier Krzysztof Dzierżawski i Mariusz Dzierżawski. Jego stryjem był Aleksander Dzierżawski.